# Finchley Road
Finchley Road – naziemna stacja metra w Londynie, położona w dzielnicy Camden. Została otwarta w 1879 jako część Metropolitan Line. W 1939 zaczęła również obsługiwać pociągi kursujące po jednym z odgałęzień Bakerloo Line, które w 1979 zostało włączone do tworzonej wówczas Jubilee Line. Ze stacji korzysta ok. 9,8 mln pasażerów rocznie. Należy do drugiej strefy biletowej.